# Gouvernement Martens IV
Royaume de Belgique
Martens III Mark Eyskens
Le gouvernement Martens IV dirigea la Belgique du 22 octobre 1980 au 6 avril 1981.
Il s'agissait d'un gouvernement de coalition entre sociaux-chrétiens et socialistes francophones et néerlandophones. Il se composait de 25 ministres et 7 secrétaires d'État.

## Composition
| Fonction | Titulaire | Titulaire                         | Titulaire                                      | Parti |
| --- | --------- | --------------------------------- | ---------------------------------------------- | ----- |
| Premier ministre |           | Wilfried Martens en 1982          | Wilfried Martens                               | CVP   |
| Vice-premier ministre, ministre des Communications devient le 26 février 1981 : Vice-premier ministre, ministre du budget     |           | Guy Spitaels                      | Guy Spitaels (jusqu'au 26 février 1981         | PS    |
| Vice-premier ministre, ministre des Communications devient le 26 février 1981 : Vice-premier ministre, ministre du budget     |           | Guy Mathot                        | Guy Mathot (à partir du 26 février 1981        | PS    |
| Vice-premier ministre, ministre des affaires économiques                                                                      |           | Willy Claes en 2008               | Willy Claes                                    | SP    |
| Vice-Premier ministre et ministre des Classes moyennes, du Plan et adjoint a la Communauté française                          |           | José Desmarets                    | José Desmarets                                 | PSC   |
| Ministre des Travaux publics et des Réformes institutionnelles                                                                |           | Jos Chabert en 1975               | Jos Chabert                                    | CVP   |
| Ministre des Affaires étrangères                                                                                              |           | Charles-Ferdinand Nothomb en 2011 | Charles-Ferdinand Nothomb                      | PSC   |
| Ministre de l'Éducation nationale                                                                                             |           | Willy Calewaert                   | Willy Calewaert                                | SP    |
| Ministre de l'Agriculture |           | Albert Lavens en 1974             | Albert Lavens                                  | CVP   |
| Ministre de la Prévoyance sociale et de la Santé publique                                                                     |           | Luc Dhoore                        | Luc Dhoore                                     | CVP   |
| Ministre de la Communauté ﬂamande et adjoint à l'Éducation nationale                                                          |           | Gaston Geens                      | Gaston Geens                                   | CVP   |
| Ministre de la Région wallonne                                                                                                |           | Jean-Maurice Dehousse             | Jean-Maurice Dehousse                          | PS    |
| Ministre de l'Intérieur et du Budget devient le 26 février 1981 : Ministre de l'Intérieur                                     |           | Guy Mathot                        | Guy Mathot (jusqu'au 26 février 1981)          | PS    |
| Ministre de l'Intérieur et du Budget devient le 26 février 1981 : Ministre de l'Intérieur                                     |           | Philippe Busquin en 1999          | Philippe Busquin (à partir du 26 février 1981) | PS    |
| Ministre du Commerce extérieur                                                                                                |           | Robert Urbain                     | Robert Urbain                                  | PS    |
| Ministre des Finances |           | Mark Eyskens en 1986              | Mark Eyskens                                   | CVP   |
| Ministre de l'Emploi et du Travail                                                                                            |           | Roger De Wulf                     | Roger De Wulf                                  | SP    |
| Ministre de la Communauté ﬂamande                                                                                             |           | Marc Galle                        | Marc Galle                                     | SP    |
| Ministre de la Communauté française                                                                                           |           | Michel Hansenne                   | Michel Hansenne                                | PSC   |
| Ministre de la Justice et des Réformes institutionnelles                                                                      |           | Philippe Moureaux en 2016         | Philippe Moureaux                              | PS    |
| Ministre de la Coopération au Développement                                                                                   |           | Daniël Coens                      | Daniël Coens                                   | CVP   |
| Ministre de la Fonction publique et de la Politique scientiﬁque, chargé de la Coordination de la politique de l'environnement |           | Philippe Maystadt en 1993         | Philippe Maystadt                              | PSC   |
| Ministre de la Région bruxelloise                                                                                             |           | André Degroeve                    | André Degroeve                                 | PS    |
| Ministre des Pensions |           | Pierre Mainil                     | Pierre Mainil                                  | PSC   |
| Ministre des Postes, Télégraphes et Téléphones                                                                                |           | Freddy Willockx en 2007           | Freddy Willockx                                | SP    |
| Ministre de la Défense nationale                                                                                              |           | Frank Swaelen                     | Frank Swaelen                                  | CVP   |
| Ministre de l'Éducation nationale                                                                                             |           | Philippe Busquin en 1999          | Philippe Busquin                               | PS    |
| À partir du 26 février 1981 : Ministre des Communications                                                                     |           | Valmy Féaux en 2014               | Valmy Féaux                                    | PS    |
| Secrétaire d'État à la Communauté ﬂamande, adjoint au ministre Gaston Geens                                                   |           | Rika De Backer-Van Ocken en 1981  | Rika De Backer-Van Ocken                       | CVP   |
| Secrétaire d'État à la Région bruxelloise, adjoint au ministre de la Région bruxelloise                                       |           | Cécile Goor-Eyben                 | Cécile Goor-Eyben                              | PSC   |
| Secrétaire d'État à la Région Wallonne, adjoint au ministre de la Région wallonne                                             |           | Élie Deworme                      | Élie Deworme (jusqu'au 26 février 1981)        | PS    |
| Secrétaire d'État à la Région Wallonne, adjoint au ministre de la Région wallonne                                             |           | Guy Coëme                         | Guy Coëme (à partir du 26 février 1981)        | PS    |
| Secrétaire d'État à la Communauté ﬂamande, adjoint au ministre Gaston Geens                                                   |           | Paul Akkermans                    | Paul Akkermans                                 | CVP   |
| Secrétaire d'État à la Communauté ﬂamande, adjoint au ministre Gaston Geens                                                   |           | Rika Steyaert                     | Rika Steyaert                                  | CVP   |
| Secrétaire d'État à la Région bruxelloise, adjoint au ministre de la Région bruxelloise                                       |           | Lydia de Pauw en 2020             | Lydia de Pauw                                  | SP    |
| Secrétaire d'État à la Région wallonne, adjoint au ministre de la Région Wallonne                                             |           | Melchior Wathelet                 | Melchior Wathelet                              | PSC   |

## Référence
Documents du CRISP:
- Gouvernement Wilfried Martens IV,
- Déclaration de gouvernement